# Isla Flamenco
Isla Flamenco es una isla panameña devuelta por los norteamericanos a Panamá a finales de los años 1970.
Antes de llegar a la Isla Flamenco se hallan las islas Naos y Perico, unidas por una calzada que une a las tres islas.  Esta calzada, conocida como Calzada de Amador, fue construida con material extraído durante la construcción del canal.
A finales de los 90 se inician los trabajos de construcción en la Isla Flamenco y en la actualidad se observan gran cantidad de yates y megayates locales e internacionales que ingresan en las instalaciones.
En enero de 2004 un grupo de patriotas  panameños revindicando la lucha del pueblo por la soberanía canalera causaron destrozos en la garita y las barreras que los desarrolladores de isla Flamenco habían puesto para cobrar la entrada. Desde entonces isla Flamenco es de acceso libre
En esta isla se puede apreciar  una marina, conocida como la Marina Flamenco, la cual posee un servicio a yates, megayates, cruceros, los cuales se comunican con la torre de Flamenco Marina o con la Marina misma.  La isla actualmente se conoce como Fuerte Amador Resort & Marina, S.A. o Administración de Puertos, S.A.